# Amphoe Bueng Khong Long
Amphoe Bueng Khong Long (Thai: อำเภอ บึงโขงหลง) ist ein Landkreis (Amphoe – Verwaltungs-Distrikt) im Osten der Provinz Bueng Kan. Die Provinz Bueng Kan liegt im Norden der Nordostregion von Thailand, dem so genannten Isan.

## Geographie
Die Provinz Bueng Kan liegt etwa 615 Kilometer nordöstlich von Bangkok entlang des Mekong, der hier die Landesgrenze nach Laos darstellt.
Amphoe Bueng Khong Long grenzt an die folgenden Landkreise (von Süden im Uhrzeigersinn): an die Amphoe Ban Phaeng und Na Thom der Provinz Nakhon Phanom sowie an die Amphoe Seka und Bung Khla in der Provinz Bueng Kan. Nach Osten liegt auf dem anderen Ufer des Mekong liegt die Provinz Bolikhamsai von Laos.

## Geschichte
Bueng Khong Long wurde am 7. Januar 1986 zunächst als „Zweigkreis“ (King Amphoe) eingerichtet, indem er vom Amphoe Seka abgetrennt wurde. 
Am 4. November 1993 wurde er zum Amphoe heraufgestuft.

## Verwaltung

### Provinzverwaltung
Der Landkreis Bueng Khong Long ist in vier Tambon („Unterbezirke“ oder „Gemeinden“) eingeteilt, die sich weiter in 57 Muban („Dörfer“) unterteilen.
| Nr. | Name             | Thai       | Muban | Einw.  |
| --- | ---------------- | ---------- | ----- | ------ |
| 01. | Bueng Khong Long | บึงโขงหลง   | 17    | 10.681 |
| 02. | Pho Mak Khaeng   | โพธิ์หมากแข้ง | 16    | 12.647 |
| 03. | Dong Bang        | ดงบัง       | 11    | 06.388 |
| 04. | Tha Dok Kham     | ท่าดอกคำ    | 13    | 07.091 |

### Lokalverwaltung
Es gibt zwei Kommunen mit „Kleinstadt“-Status (Thesaban Tambon) im Landkreis:
- Bueng Ngam (Thai: เทศบาลตำบลบึงงาม), bestehend aus Teilen der Tambon Bueng Khong Long.
- Bueng Khong Long (Thai: เทศบาลตำบลบึงโขงหลง), bestehend aus Teilen des Tambon Pho Mak Khaeng und den übrigen Teilen des Tambon Bueng Khong Long.

Außerdem gibt es drei „Tambon-Verwaltungsorganisationen“ (องค์การบริหารส่วนตำบล – Tambon Administrative Organizations, TAO):
- Pho Mak Khaeng (Thai: องค์การบริหารส่วนตำบลโพธิ์หมากแข้ง)
- Dong Bang (Thai: องค์การบริหารส่วนตำบลดงบัง)
- Tha Dok Kham (Thai: องค์การบริหารส่วนตำบลท่าดอกคำ)